# Talang Gelompok
Talang Gelompok is een bestuurslaag in het regentschap Kepahiang van de provincie Bengkulu, Indonesië. Talang Gelompok telt 392 inwoners (volkstelling 2010).